# Gefährliches Ereignis
Gefährliche Ereignisse sind im Eisenbahnbetrieb alle Unfälle und Störungen im Sinne des Kapitels V der Richtlinie (EU) 2016/798 auf Infrastrukturen, die zu Eisenbahninfrastrukturen des Bundes gehören (§ 5b Abs. 1 AEG). Sie werden in Deutschland von der Bundesstelle für Eisenbahnunfalluntersuchung (BEU) untersucht.

## Arten
Die Richtlinie (EU) 2016/798 unterscheidet in Kapitel V zwischen Unfällen und Störungen.
- „Unfall“ ist ein unerwünschtes oder unbeabsichtigtes plötzliches Ereignis oder eine besondere Verkettung derartiger Ereignisse, die schädliche Folgen haben; Unfälle werden in folgende Kategorien eingeteilt:
  - Kollisionen,
  - Entgleisungen,
  - Unfälle auf Bahnübergängen,
  - Unfälle mit Personenschäden,
  - Unfälle unter Beteiligung von in Bewegung befindlichen Fahrzeugen,
  - Brände und
  - sonstige Unfälle (Art. 3 Nr. 11).
- „schwerer Unfall“ ist eine Zugkollisionen oder Zugentgleisungen mit mindestens einem Todesopfer oder mindestens fünf Schwerverletzten oder mit beträchtlichem Schaden für die Fahrzeuge, Infrastruktur oder Umwelt sowie sonstige Unfälle mit den gleichen Folgen und mit offensichtlichen Auswirkungen auf die Regelung der Eisenbahnsicherheit oder das Sicherheitsmanagement; „beträchtlicher Schaden“ bedeutet, dass die Kosten von der Untersuchungsstelle unmittelbar auf insgesamt mindestens 2 Mio. Euro veranschlagt werden können (Art. 3 Nr. 12)
- „Störung“ ist ein anderes Ereignis als ein Unfall oder schwerer Unfall, das den sicheren Eisenbahnbetrieb beeinträchtigt oder beeinträchtigen könnte (Art. 3 Nr. 12).

§ 5b Abs. 1 AEG fasst Unfälle und Störungen im Sinne des Kapitels V der Richtlinie (EU) 2016/798 als gefährliche Ereignisse im Eisenbahnbetrieb zusammen.

## Untersuchungs- und Meldepflicht
Für die Untersuchung gefährlicher Ereignisse im Eisenbahnbetrieb gilt die Eisenbahn-Unfalluntersuchungsverordnung (EUV) des Bundesverkehrsministeriums. Zweck der Untersuchung ist die Ermittlung der Ursachen mit dem Ziel, gefährliche Ereignisse zu verhüten und die Eisenbahnsicherheit zu verbessern, nicht dagegen Schuld- oder Haftungsfragen (§ 2 Abs. 1 EUV).
Nach schweren Unfällen besteht eine Untersuchungspflicht (§ 2 Abs. 2 Satz 1 EUV). In allen übrigen Fällen gefährlicher Ereignisse (Unfälle und Störungen) leitet die BEU Untersuchungen nach Ermessen ein (§ 2 Abs. 2 Satz 2 EUV).
Die Meldung an die BEU im Fall von gefährlichen Ereignissen im Eisenbahnbetrieb muss gem. § 2 Abs. 3 EUV umfassen:
1. den Namen und die Anschrift der meldenden Eisenbahn unter Angabe eines Ansprechpartners,
2. die Benennung der Ereignisart,
3. den Ereignistag und die Uhrzeit,
4. Angaben zu dem Ereignisort, aufgeführt nach dem Bundesland, der Betriebsstelle und den benachbarten Betriebsstellen und der Streckennummer und des Streckenkilometers, der Zugsicherungseinrichtung, dem Zugfunk, dem Betriebsverfahren und einem erteilten Nothaltauftrag,
5. die Benennung der beteiligten Eisenbahnen,
6. die Angabe der Zugnummern und der Zuggattungen der beteiligten Züge,
7. Angaben zum Hergang des gefährlichen Ereignisses,
8. Angaben über die Folgen, dargestellt nach Personenschäden, Sachschäden und der Beteiligung von Gefahrgut, und
9. Angaben zur Ursache des gefährlichen Ereignisses und, soweit die Ursache nicht eindeutig bestimmbar ist, über die vermutete Ursache des gefährlichen Ereignisses.

Zusätzlich zu diesen Angaben melden Eisenbahninfrastrukturunternehmen:
1. Angaben zu der Bezeichnung und Nummer der betroffenen Gleise, Weichen und Gleissperren,
2. Angaben zu der Signalbezeichnung,
3. Angaben zu der Bezeichnung und Bauform der beteiligten Stellwerke,
4. den Bahnübergang, die Art der Sicherung des Bahnübergangs und der Überwachung des Bahnübergangs und dessen Bauform und
5. die örtlich aktuell zugelassene Geschwindigkeit.

und Eisenbahnverkehrsunternehmen:
1. die europäische Fahrzeugnummer der beteiligten Fahrzeuge,
2. die Art der beteiligten Fahrzeuge und
3. das Abfertigungsverfahren.

Nach den Handlungshilfen zum Melden gefährlicher Ereignisse der BEU sind Schienensuizide grundsätzlich nicht zu melden.

## Untersuchungsberichte
Die BEU unterrichtet die Öffentlichkeit regelmäßig über Untersuchungen schwerer Unfälle oder sonstiger gefährlicher Ereignisse, die zu schweren Unfällen hätten führen können (§ 5 EUV).

## Geschichte

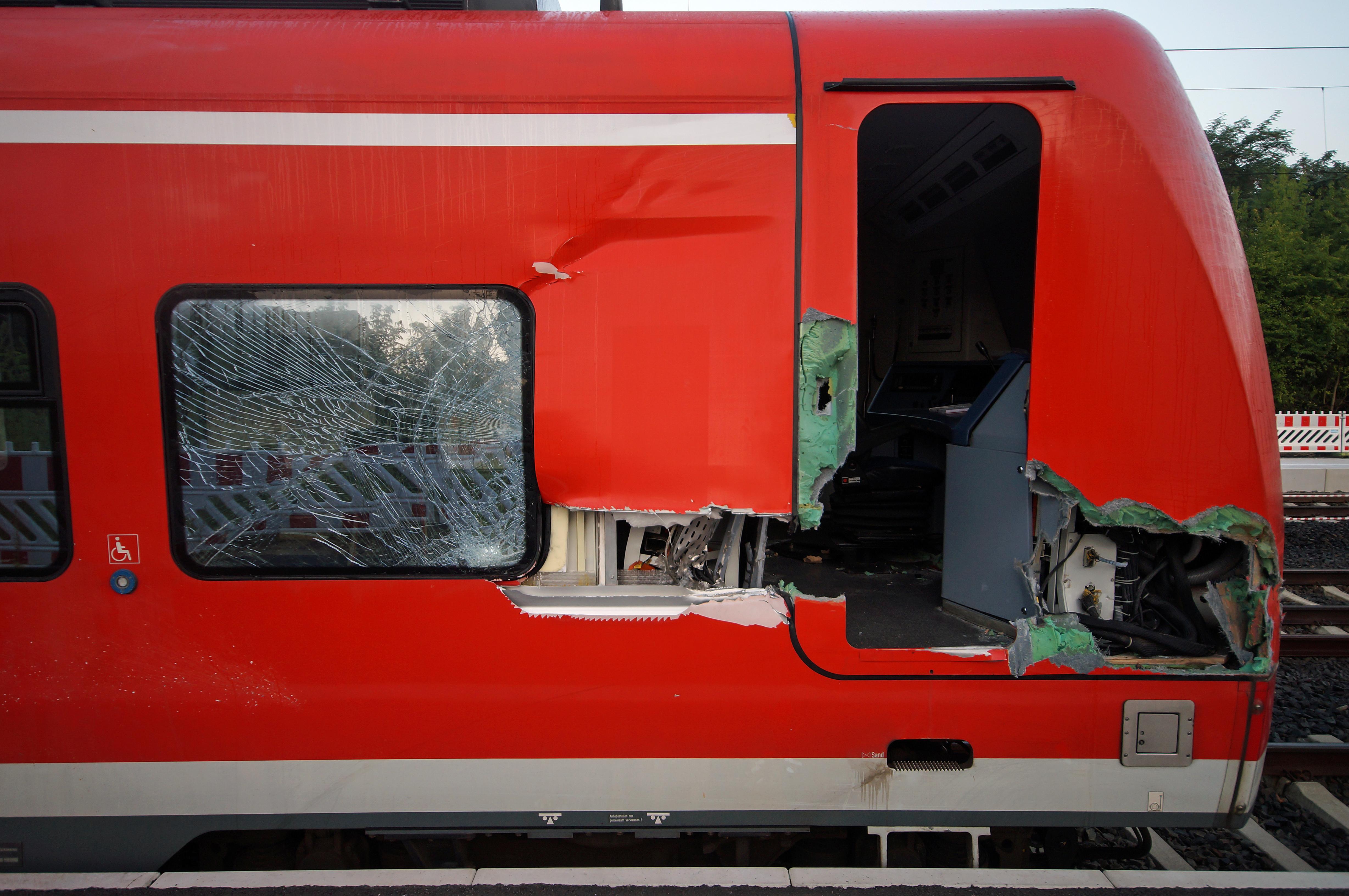
Bahnbetriebsunfall: Verunfallter Triebzug der Baureihe 425 nach einem Aufprall auf eine Schaufel eines Baggers, der sich nicht im profilfreien Raum des abgebildeten Triebzugs befand

### Deutsche Bundesbahn und DB AG

#### Arten
Gefährliche Ereignisse wurden vom deutschen Eisenbahn-Bundesamt (EBA) in zwei Kategorien eingeteilt:

##### Kategorie 1 (Bahnbetriebsunfälle)
- Aufprall (Fahrt gegen eine Person oder Hindernis)
- Entgleisung (Abheben eines oder mehrerer Räder von der Schiene oder zweispuriger Lauf)
- Gefährliches Ereignis mit Fahrgästen (Gefährdung oder Schädigung von Reisenden)
- Zusammenprall (Zusammentreffen von Schienenfahrzeugen und Straßenverkehrsteilnehmern an einem Bahnübergang)
- Zusammenstoß (Auffahren eines Schienenfahrzeugs auf ein anderes Schienenfahrzeug)

##### Kategorie 2 (Gefährliche Unregelmäßigkeiten)
Eine gefährliche Unregelmäßigkeit war jedes Ereignis, das die Sicherheit des Eisenbahnbetriebes so beeinträchtigt, dass es bei konkreter Gefährdung zu einem Unfall führen könnte. Sie lag vor
a) stets bei:
- Anfahrt am Haltbegriff ohne Zustimmung
- Einfahrt in besetzten Gleisabschnitt ohne Zustimmung
- Vorbeifahrt am Haltbegriff ohne Zustimmung

b) nur bei konkreter Gefährdung:
- Sonstiges Gefährliches Ereignis
- Unregelmäßigkeit am Bahnübergang
- Unregelmäßigkeit an Eisenbahnfahrzeugen
- Unregelmäßigkeit mit betrieblicher Fehlhandlung

c) nach Maßgabe spezieller Gesetze und Rechtsverordnungen:
- Austreten oder mögliches Austreten von gefährlichen Gütern
- Freiwerden von gefährlichen Betriebsstoffen
- Arbeitsunfall
- Schäden an überwachungs-/genehmigungsbedürftigen Anlagen

War ein Ereignis beiden Kategorien zuzuordnen, war die Kategorie 1 maßgebend. Für die Zuordnung innerhalb einer Kategorie war das Ausgangsereignis maßgebend.

#### Meldung und Untersuchung
Sofortmeldungen an die Betriebsleitstellen regelten die Eisenbahnverkehrs- und -infrastrukturunternehmen intern. In bestimmten Fällen war 30 Minuten nach Ereigniseintritt eine Sofortmeldung an das EBA abzusetzen. Je nach Erkenntnisstand und Bedarf erfolgen spätere Ergänzungsmeldungen.
Bis 7:30 Uhr des folgenden Werktages war eine Lagemeldung abzugeben. Arbeitsunfälle waren unabhängig vom Meldeweg Gefährlicher Ereignisse gemäß SGB VII innerhalb von drei Tagen dem Unfallversicherungsträger zu melden. Sammelmeldungen waren innerhalb von 14 Tagen nach Ablauf des Quartals oder der Halbjahres- bzw. Ganzjahresfrist abzugeben.
Jeder Eisenbahnunternehmer war verpflichtet, Gefährliche Ereignisse in seinem Zuständigkeitsbereich zu untersuchen. Er konnte einen Untersuchungsführer bestellen. Bei der DB AG waren dafür Notfallmanager als Leiter eines abgegrenzten Notfallbezirkes eingesetzt. Ihre Aufgaben und Kompetenzen regelte die Konzernrichtlinie (KoRil) 123 „Notfallmanagement, Brandschutz“. In Fällen gemäß § 3 Abs. 2 Nr. 7 BEVVG übernahm das EBA die Untersuchung.
War für den Untersuchungsführer erkennbar, dass das Ergebnis der Untersuchung nicht abgeschlossen werden kann, war dies mit Begründung der EBA-Außenstelle unverzüglich mitzuteilen.
Der Untersuchungsführer hatte Beweismittel zur Klärung der Ereignisursache bzw. Schuldfrage zu sichern und aufzubewahren. Er durfte Veränderungen nur zulassen, sofern sie für die Rettung von Personen oder zur Vermeidung weiterer Schäden an Gegenständen zwingend erforderlich waren. Der Untersuchungsführer hatte geeignete Maßnahmen zur Gewährleistung der weiteren Betriebssicherheit im Ereignisumfeld zu ergreifen.
Nach Abschluss der Untersuchung war ein Eisenbahn-Untersuchungsbericht (mit zusätzlichen Feststellungen) bzw. bei ausgewählten Ereignissen ein Vereinfachter Eisenbahn-Untersuchungsbericht anzufertigen.
Der Eisenbahn-Untersuchungsbericht war spätestens nach vier Wochen unaufgefordert an die zuständige EBA-Außenstelle zu übersenden
1. bei allen Ereignissen, die als Sofortmeldung gemeldet werden;
2. bei allen Ereignissen, bei denen die Ursache ungeklärt ist;
3. bei einer Unregelmäßigkeit am Bahnübergang, wenn vorgeschriebene Sicherungsmaßnahmen
ausgefallen waren oder unterlassen wurden;
4. wenn der Vereinfachte Eisenbahn-Untersuchungsbericht nicht nach 72 Stunden
beim EBA eingegangen ist;
5. auf Anforderung des EBA im Einzelfall.
In allen anderen Fällen (außer Arbeitsunfälle) war der EBA-Außenstelle nach 72 Stunden ein Vereinfachter Eisenbahn-Untersuchungsbericht zu übersenden.
Die Untersuchung wurde mit Einstellungsbescheid des EBA abgeschlossen. Die Untersuchungsberichte waren vom Eisenbahnunternehmer mindestens 5 Jahre aufzubewahren. Angaben zu Gefährlichen Ereignissen flossen in die Schienenverkehrsunfallstatistik gemäß § 21 Verkehrsstatistikgesetz (VerkStatG) ein. Die notwendigen Daten wurden vom Eisenbahnunternehmer zusammengestellt und an das Statistische Bundesamt geliefert.

#### Abgrenzung anderer Unregelmäßigkeiten, Störungen, Unfälle
Unregelmäßigkeiten, Störungen, Unfälle und andere Ereignisse auf Bahngelände oder an bzw. in Schienenfahrzeugen waren keine Gefährlichen Ereignisse im Sinne der EBA-Anweisung, wenn sie nicht im direkten Zusammenhang mit bewegten Schienenfahrzeugen stehen. Das konnten z. B. folgende sein:
- Ausfall von Zügen
- Erste Hilfe bei einem kranken Reisenden im Zug oder Bahnhof
- Leckagen
- Störungen im operativen Bereich
- tätliche Angriffe oder Verbrechen auf Bahngelände
- technische Störungen an Anlagen (z. B. Stromausfall, Wasserschäden, Funktionsstörungen)

Diese waren natürlich ebenso zu beseitigen und zu untersuchen.

### Deutsche Reichsbahn
Bis in die 1990er Jahre kannte die Deutsche Reichsbahn in ihrer Bahnbetriebsunfallvorschrift (DV 423 –Buvo-) den Begriff des Unfalls, darin enthalten waren Bahnbetriebsunfall, Zuggefährdung, sonstige Ereignisse, Arbeitsunfall, Unfall sowie Sachschäden von Reisenden oder anderen Bahnfremden, Wagenbeschädigungen und Brände.
Ein Bahnbetriebsunfall war hierbei
- eine Entgleisung
- ein sonstiger Bahnbetriebsunfall, und zwar bei:
  - Auffahrten auf Gleisabschlüsse (z. B. Prellbock) oder auf Züge
  - Entgleisungen oder Zusammenstößen von Nebenfahrzeugen der Gruppen A oder B
  - Sachschäden die im Zusammenhang mit Zugfahrten oder Rangierfahrten entstehen
- ein Zusammenprall
- ein Zusammenstoß

Eine Zuggefährdung war
- eine unzulässige Einfahrt in ein Streckengleis oder besetztes Bahnhofsgleis
- Ereignisse im Zugbetrieb an schienengleichen Wegübergängen
- nicht rechtzeitiges Räumen eines Gleises von Baumaschinen, wenn dadurch ein Zug zum Halten gezwungen wird
- sonstige Zuggefährdungen, bei denen eine konkrete Gefahr für Züge bestand
- unzulässiges Überfahren von Signalen oder Rangieren über festgelegte Grenzen
- Zulassen von Transporten mit  Lademaßüberschreitung ohne Vorliegen der dafür notwendigen Voraussetzungen

Zu den sonstigen Ereignissen zählten:
- Angriffe auf den Verkehr oder seine Anlagen
- Beschädigungen an Wegübergangsanlagen (außer Zuggefährdungen)
- Entgleisungen im Baugleis
- Entgleisungen von Schneeräumfahrzeugen während des Einsatzes
- größere Schäden aus Mängeln im Gesundheits- und Arbeitsschutz
- Naturereignisse o. a. erhebliche Störungen des Betriebsablaufs
- Schäden an überwachungspflichtigen Anlagen
- Öl-Havarien, Entweichen von Giftstoffen u. a. Chemikalien einschl. verdichteter oder verflüssigter Gase
- Zerknallen von Kesseln oder Behältern

## Österreich
Die Richtlinie (EU) 2016/798 wurde in Österreich im Unfalluntersuchungsgesetz (UUG) und dem Eisenbahngesetz 1957 (EisbG) umgesetzt. Danach ist für die Sicherheitsuntersuchung von Vorfällen im Bereich Schiene die Sicherheitsuntersuchungsstelle des Bundes zuständig. Das gilt für Unfälle, schwere Unfälle und Störungen, deren Definition in § 5 Abs. 2, Abs. 3 und Abs. 8a UUG den Begriffsbestimmungen in Art. 3 Nr. 11–13 der Richtlinie (EU) 2016/798 entspricht. Eine zusammenfassende Bezeichnung wie in Deutschland gibt es im österreichischen Recht nicht. Eisenbahnverkehrsunternehmen und Eisenbahninfrastrukturunternehmen mit Sitz in Österreich haben der Behörde jedes Jahr vor dem 31. Mai einen Sicherheitsbericht vorzulegen, der unter anderem Angaben über Mängel und Störungen der Sicherheit des Betriebes der Eisenbahn, des Betriebes von Schienenfahrzeugen auf der Eisenbahn oder des Verkehrs auf der Eisenbahn enthalten muss (§ 193 Nr. 4 EisbG).